# Nibilia antilocapra
Nibilia antilocapra är en kräftdjursart som först beskrevs av William Stimpson 1871.  Nibilia antilocapra ingår i släktet Nibilia och familjen Pisidae. Inga underarter finns listade i Catalogue of Life.